# 山梨県道809号釜の口塩沢線
山梨県道809号釜の口塩沢線（やまなしけんどう809ごう かまのくちしおざわせん）は、山梨県南巨摩郡南部町を起終点とする一般県道である。

## 概要

### 路線データ
- 起点：山梨県南巨摩郡南部町成島釜の口
- 終点：山梨県南巨摩郡南部町南部（柳島交差点＝国道52号交点）

## 通過する自治体
- 山梨県南巨摩郡南部町

## 交差・接続する道路
- 国道52号（柳島交差点）

## 周辺
- 十枚荘温泉
- 南部町立睦合小学校